# فرودگاه بولوه تومبانگ
فرودگاه بولوه تومبانگ (به انگلیسی: Buluh Tumbang Airport) (به زبان بومی: Bandar Udara H.A.S. Hanandjoeddin) یک فرودگاه همگانی با کد یاتا TJQ است که یک باند فرود آسفالت دارد و طول باند آن ۱۸۴۹ متر است. این فرودگاه در شهر جزایر بانگکا-بلیتونگ کشور اندونزی قرار دارد و در ارتفاع ۵۰ متری از سطح دریا واقع شده‌است.